# Ecdemus obscuratus
Ecdemus obscuratus är en fjärilsart som beskrevs av William Schaus 1911. Ecdemus obscuratus ingår i släktet Ecdemus och familjen björnspinnare. Inga underarter finns listade i Catalogue of Life.